# Italian Football Academy Milano
L'Italian Football Academy Milano è una squadra di football americano e di flag football di Milano. È stata fondata nel 2010 da Max Bertolani col nome di Gladiatori Milano; ha successivamente modificato la denominazione in Italian Football Academy. Ha partecipato alla Golden League FIF 2013.

## Dettaglio stagioni

### Tornei nazionali

#### Campionato

##### Golden League FIF
A seguito dell'ingresso di FIDAF nel CONI questi tornei - pur essendo del massimo livello della loro federazione - non sono considerati ufficiali.
| Stagione | regular season | regular season | regular season | regular season | regular season | regular season | playoff | playoff | playoff | playoff | playoff | playoff   | playoff    |
|          | Vin            | Par            | Per            | Tot            | PF             | PS             | Vin     | Per     | Tot     | PF      | PS      | risultato | avversaria |
| -------- | -------------- | -------------- | -------------- | -------------- | -------------- | -------------- | ------- | ------- | ------- | ------- | ------- | --------- | ---------- |
| 2013     | 0              | 0              | 4              | 4              | 34             | 155            | -       | -       | -       | -       | -       | -         | -          |
| Totale   | 0              | 0              | 4              | 4              | 34             | 155            | -       | -       | -       | -       | -       |           |            |

Fonte: Enciclopedia del Football - A cura di Roberto Mezzetti

##### Spring Football League
A seguito dell'ingresso di FIDAF nel CONI questo torneo - pur essendo del massimo livello della propria federazione - non è considerato ufficiale.
| Stagione | regular season | regular season | regular season | regular season | regular season | regular season | playoff | playoff | playoff | playoff | playoff | playoff   | playoff    |
|          | Vin            | Par            | Per            | Tot            | PF             | PS             | Vin     | Per     | Tot     | PF      | PS      | risultato | avversaria |
| -------- | -------------- | -------------- | -------------- | -------------- | -------------- | -------------- | ------- | ------- | ------- | ------- | ------- | --------- | ---------- |
| 2015     | ?              | ?              | ?              | ?              | ?              | ?              | ?       | ?       | ?       | ?       | ?       | ?         | ?          |
| Totale   | ?              | ?              | ?              | ?              | ?              | ?              | ?       | ?       | ?       | ?       | ?       |           |            |

Fonte: Enciclopedia del Football - A cura di Roberto Mezzetti

##### Run&Gun Winter League
A seguito dell'ingresso di FIDAF nel CONI questo torneo non è considerato ufficiale.
| Stagione | regular season | regular season | regular season | regular season | regular season | regular season | playoff | playoff | playoff | playoff | playoff | playoff   | playoff    |
|          | Vin            | Par            | Per            | Tot            | PF             | PS             | Vin     | Per     | Tot     | PF      | PS      | risultato | avversaria |
| -------- | -------------- | -------------- | -------------- | -------------- | -------------- | -------------- | ------- | ------- | ------- | ------- | ------- | --------- | ---------- |
| 2014     | ?              | ?              | ?              | ?              | ?              | ?              | ?       | ?       | ?       | ?       | ?       | ?         | ?          |
| Totale   | ?              | ?              | ?              | ?              | ?              | ?              | ?       | ?       | ?       | ?       | ?       |           |            |

Fonte: Enciclopedia del Football - A cura di Roberto Mezzetti

#### Tornei EPS

##### Winter League IAAFL
| Stagione | regular season | regular season | regular season | regular season | regular season | regular season | playoff | playoff | playoff | playoff | playoff | playoff   | playoff    |
|          | Vin            | Par            | Per            | Tot            | PF             | PS             | Vin     | Per     | Tot     | PF      | PS      | risultato | avversaria |
| -------- | -------------- | -------------- | -------------- | -------------- | -------------- | -------------- | ------- | ------- | ------- | ------- | ------- | --------- | ---------- |
| 2018     | 3              | 0              | 2              | 5              | 47             | 40             | -       | -       | -       | -       | -       | -         | -          |
| Totale   | 3              | 0              | 2              | 5              | 47             | 40             | -       | -       | -       | -       | -       |           |            |

Fonte: Enciclopedia del Football - A cura di Roberto Mezzetti

#### Altri tornei

##### Summer bowl
| Stagione | regular season | regular season | regular season | regular season | regular season | regular season | playoff | playoff | playoff | playoff | playoff | playoff   | playoff     |
|          | Vin            | Par            | Per            | Tot            | PF             | PS             | Vin     | Per     | Tot     | PF      | PS      | risultato | avversaria  |
| -------- | -------------- | -------------- | -------------- | -------------- | -------------- | -------------- | ------- | ------- | ------- | ------- | ------- | --------- | ----------- |
| 2013     | -              | -              | -              | -              | -              | -              | 2       | 0       | 2       | 54      | 6       | Campioni  | Storms Pisa |
| Totale   | -              | -              | -              | -              | -              | -              | 2       | 0       | 2       | 54      | 6       |           |             |

Fonte: Enciclopedia del Football - A cura di Roberto Mezzetti

### Riepilogo fasi finali disputate
| Anno | Luogo  | Evento      | Fase del torneo | Incontro                        | Risultato |
| 2013 | Cecina | Summer Bowl | Finale          | Gladiatori Vigano - Storms Pisa | 16 - 0    |